# ボロヴァ (ハルキウ州)
ボロヴァ（ウクライナ語: Борова; ロシア語: Боровая、ボロヴァヤ）は、ウクライナ、ハルキウ州イジューム地区にある都市型集落である。ボロヴァ集落フロマーダの行政中心がある。2021年時点での人口は5,174人。
ボロヴァはハルキウの南東に位置する。

## 地理
ボロヴァはオスキル川のオスキル貯水池の東岸に位置する。
ハルキウからの距離は鉄道で193 km、道路で165 kmである。中心となる鉄道駅はペレッドンバシフスカ（約1.5 km）。ボイニとピドリマンが最も近い村であり、ピドリマンまでの距離は2 km。

## 歴史
ボロヴァはロシア帝国のハリコフ県にある村だった。
地元の新聞は1934年以降発行されている。
第二次世界大戦中、1942年7月から1943年2月までドイツの占領下にあった。
1968年以降は都市型集落である。
1989年1月の人口は7,396人。2013年1月の人口は5,740人。
2020年7月18日まで、ボロヴァはボロヴァ地区の行政中心であった。ボロヴァ地区は2020年7月にウクライナの行政区画の一環として廃止された。ボロヴァ地区はイジューム地区に合併された。

### ロシア・ウクライナ戦争
2022年3月、イジュームの戦いの中でロシア軍に占領された。

## 経済

### 運輸
中央バス駅がP-79線とP-79線によって村々と都市を結んでいる。ボロヴァはイジュームを介してクラスノフラドとクプヤンシクを結び、さらにロシアへと続くP-79道路上に位置する。
ボロヴァ駅はイジュームおよびスラビャンスクをクプヤンシクを結んでいる鉄道線上にあり、さらにハルキウおよびロシアのヴァルイキおよびリスキへと至る。

## 教育
- 高校
- 学校
- 音楽学校
- 文化宮
- 子供と大人のための図書館
- スポーツ複合施設